# Ivančiná
Ivančiná (Hongaars: Ivánkafalva) is een Slowaakse gemeente in de regio Žilina, en maakt deel uit van het district Turčianske Teplice.
Ivančiná telt 101 inwoners.